# Атирау
Атирау (каз. Атырау, вимовляється [ɑtəˈrɑw], Атира́в; до 1991 року — Гур'єв) — місто на заході Казахстану, обласний центр Атирауської області. Лежить на березі річки Урал, через яку має вихід у Каспійське море. Засноване в 1640 році, населення 184 360 чоловік (2012).
У місті розташована Апостольська адміністратура Атирау.
Населення — 306548 осіб (2021; 180311 у 2009, 151682 у 1999, 149261 у 1989).

## Історія
Історія міста починається з 1640 року, коли російський купець Гурій Назаров в гирлі річки Яїк при впадінні в Каспійське море побудував дерев'яний острог. Діти засновника Михайло, Іван і Андрій Гур'єв одні з перших почали рибний промисел на річці Яік. Пізніше острог перейшов під владу Яіцького козачого війська. У 1647—1648 роках за царським указом було зведене кам'яне місто, його стали іменувати Нижнім Яіцьким містечком, рідше — Усть-Яіцким містечком. Починаючи з XIX ст. місто отримало назву на честь засновника Гур'єв. За ініціативою заможних городян, була збудована кам'яна церква, одна з перших високих будівель старого міста. Місто було засноване на узбережжі, але тепер знаходиться на віддалі від нього на 25-30 км. Тут були побудовані перші заводи по переробці нафти і завод нафтового обладнання, а також найбільший в республіці рибоконсервний завод. Атирау, а саме Ембенском нафтоносний район, став центром нафтовидобувної промисловості Казахстану. У 50 км від міста знаходяться руїни середньовічного міста Сарайчика (XVI—XVII ст.).
У 1667—1668 місто було зайняте Степаном Разіним. Згодом Катерина II, щоб стерти з пам'яті народу всякі спогади про Пугачовське повстання, перейменувала Яік на річку Урал. З 1865 року місто стало центром Гур'євського повіту Уральської області.
В 1920-х роках Гур'єв став розширюватися будівництвом рибоконсервного комбінату і його житлового масиву Баликши. Під час радянсько-німецької війни відбулася евакуація промислових підприємств і будівництво нафтопереробного заводу ГНПЗ. Всі ці підприємства з'явилися на протилежному боці міста. 
З будівництвом залізниці Гур'єв — Астрахань був побудований залізничний міст через Урал і новий вокзал. Ця дорога дала найкоротший шлях із півдня Середньої Азії з Мангишлаку в європейську частину країни. 
4 жовтня 1991 року Гур'євська міська рада народних депутатів перейменував місто в Атирау.
У 1999 році відзначалося 100-річчя здобутку казахстанської нафти: місто Атирау в пресі почали називати «нафтової столицею» Казахстану. Водночас, це і регіон екологічного лиха спричиненого нафтовидобувною та нафтопереробною промисловістю.

### Населені пункти, приєднані до міста
| Населений пункт             | Колишні назви   | Населення, осіб (1989) | Населення, осіб (1999) | Населення, осіб (2009) |
| --------------------------- | --------------- | ---------------------- | ---------------------- | ---------------------- |
| Атирау, місто               | Гур'єв          | 149261                 | 151682                 | 180311                 |
| Акжайик, село               | -               | -                      | 1888                   | 2191                   |
| Баликші, село               | -               | 16885                  | 17092                  | 12954                  |
| Бірлік, село                | Придорожне      | 1685                   | 1623                   | 2839                   |
| Водниково, село             | Водников        | 570                    | 450                    | 629                    |
| Геолог, село                | -               | 2943                   | 4108                   | 8256                   |
| Жумискер, село              | -               | 6524                   | 6695                   | 9498                   |
| Карабатан, станційне селище | Каработан       | 206                    | 107                    | 135                    |
| Кокарна, село               | частина Баликші | -                      | 1082                   | 2534                   |
| Курсай, село                | частина Баликші | -                      | 2465                   | 3062                   |
| Новокирпичне, село          | -               | 391                    | 276                    | 211                    |
| Рембаза, село               | частина Баликші | -                      | 1993                   | 2625                   |
| Роз'їзд 496, село           | -               | -                      | 88                     | 92                     |
| Тендик, станційне селище    | -               | 103                    | 131                    | 183                    |
| Всього                      | -               | 178568                 | 189680                 | 225520                 |